# Symmetrier i planet
Symmetrigrupp i planet (eller kristallografisk grupp) är det matematiska tillvägagångssättet att kategorisera särskilt mönster i två-dimensionella objekt med avseende på symmetrin i mönstret. Det existerar totalt 17 olika grupper.

## Historia
De sjutton symmetrigrupperna behandlades först av Robert Fricke och Felix Klein 1897 och studerades vidare av George Pólya och Paul Niggli 1924. 

## De sjutton symmetrigrupperna
Man kategoriserar mönster genom deras symmetri. Liknande mönster kan kategoriseras till olika grupper eftersom de har underliggande skillnader medan mönster som ser väldigt olika ut har samma egenskaper för att kategoriseras i samma grupp.

## Definition
Symmetrigrupperna är topologiskt diskreta grupp av isometrier av det euklidiska planet som innehåller två ortogonala translationsaxlar (skilt från frieze grupp där fallet är en translation). Av Bieberbachs sats följer att de 17 symmetrigrupperna i planet är olika abstrakta grupper. 
Isometrier i det euklidiska planet delas upp i fyra kategorier.
- Translationer, dessa betecknas {\displaystyle T_{\vec {v}}} och beskriver en förflyttning längs vektor {\displaystyle {\vec {v}}} i planet.

- Rotationer, dessa betecknas {\displaystyle R_{C,\theta }} där {\displaystyle C} är den punkt det roteras kring och {\displaystyle \theta } är vridningsvinkeln. Om {\displaystyle \theta ={\frac {360^{o}}{n}}}, där {\displaystyle n} är ett positivt heltal, så är det en n:te rotationssymmetri.

- Reflektioner, dessa betecknas {\displaystyle R_{m}} kring en linje {\displaystyle m} transformerar alla punkter på linjen på sig själv och alla punkter {\displaystyle p} som inte ligger på linjen på {\displaystyle p^{\prime }}.

- Glidreflektioner, dessa betecknas {\displaystyle G_{\vec {PQ}}} med vektorn {\displaystyle {\vec {PQ}}} och är en produkt av en reflektion med linjen {\displaystyle PQ} och en icke-identitets translation {\displaystyle T_{\vec {PQ}}}.

De symmetrigrupper som definierar ett särskilt mönster måste innehålla en ändlig subgrupp av isometrier, som kallas punktgrupp. Rotationen i dessa punkt-subgrupper demonstreras av den n:te rotations symmetrin som är begränsad till {\displaystyle n=2,3,4,6} dvs 180°, 120°, 90° och 60°. Detta leder till att det existerar exakt 17 möjliga symmetrier i planet.
| Antal mönster | n:te rotationssymmetri |
| ------------- | ---------------------- |
| 5             | 2                      |
| 3             | 3                      |
| 3             | 4                      |
| 2             | 6                      |
| 4             | Ingen                  |

Detta samband fås ger kristallografiska begränsningssatsen.
Notationerna för symmetrigrupperna börjar antingen med p eller c, detta för "primitiv cell" eller "centrerad cell". Dessa är följd av en siffra, {\displaystyle n}, som anger den största ordningen av rotationssymmetri, se tabell ovan. De två sista symbolerna anger symmetrier relativt till en translationaxeln av mönstret, man ser det som "huvud"-axel. Dessa symboler är antingen m, g eller 1, står för spegling, glidreflektion eller inget.
| Grupp | Rotationsordning | reflektion | glid-reflektion |
| ----- | ---------------- | ---------- | --------------- |
| p1    | -                | -          | -               |
| p2    | 2                | -          | -               |
| pm    | -                | Ja         | -               |
| pg    | -                | -          | Ja              |
| cm    | -                | Ja         | Ja              |
| pmm   | 2                | Ja         | -               |
| pmg   | 2                | Ja         | Ja              |
| pgg   | 2                | -          | Ja              |
| cmm   | 2                | Ja         | -               |
| p4    | 4                | -          | -               |
| p4m   | 4                | Ja         | Ja              |
| p4g   | 4                | Ja         | Ja              |
| p3    | 3                | -          | -               |
| p3m1  | 3                | Ja         | Ja              |
| p31m  | 3                | Ja         | Ja              |
| p6    | 6                | -          | -               |
| p6m   | 6                | Ja         | Ja              |

I tabellen ser man att flera ser likadana ut, fast de skiljer sig för antal reflektioner, glidreflektioner. Även riktningen för dessa reflektioner eller glidreflektioner spelar roll.

## Tillämpningar

### Kristallografi
Inom röntgenkristallografi använder man sig av röntgenstrålning för att kartlägga strukturen hos olika material. Man använder sig inte av mikroskop för att studera kristaller eftersom synligt ljus har för hög våglängd, därav valet av röntgen. Det man studerar är kopplingarna mellan atomer i kristalliserat material.

### Konst
I palatset Alhambra återfinns alla de 17 kristallografiska grupperna, i olika delar av palatset. 
I M.C. Eschers konst går det att finna symmetrier. Han visste dock inte om detta förrän hans bror som var geolog la märke till det matematiska sambandet.
I konst allmänt så förekommer ibland dessa symmetrier.